# Пентатионат калия
Пентатионат калия — неорганическое соединение,
соль калия и пентатионовой кислоты с формулой K2S5O6,
бесцветные кристаллы,
растворяется в воде,
образует кристаллогидрат.

## Получение
- Действие дихлорида серы на тиосульфат калия в кислой среде:

{\displaystyle {\mathsf {2K_{2}SO_{3}S+SCl_{2}\ {\xrightarrow {0^{o}C}}\ K_{2}S_{5}O_{6}+2KCl}}}

## Физические свойства
Пентатионат калия образует бесцветные кристаллы.
Растворяется в воде, не растворяется в этаноле.
Образует кристаллогидрат состава K2S5O6•1,5H2O.